# Traición (novela)
Traición (título original en inglés, Uglies) es la primera parte de una serie de cuatro libros escrita por el autor estadounidense Scott Westerfeld. El libro se publicó en 2005 en Estados Unidos y en 2008 en España.
Está ambientada en una sociedad retrofuturista en la que a todo el mundo, al cumplir los 16 años, se le interviene quirúrgicamente para convertirlos en "perfectos".
La obra reúne numerosos elementos típicos del género distópico, permitiendo enmarcarla dentro de este tipo de literatura. Así, Traición cuenta, por ejemplo, con una administración de carácter totalitario; protagonistas que se rebelan contra el régimen establecido; y una clara separación entre el espacio metropolitano, en representación del gobierno distópico, y el natural, presentado al lector como un área apropiada para el pensamiento libre y la disidencia.

## Trama
Trescientos años en el futuro, la sociedad está dividida entre Pretties (Hermosos) y Uglies (Feos), ya que todo el mundo, siendo Uglies, en su decimosexto cumpleaños reciben "la operación" para convertirlos en Pretties, con el objetivo de vivir felices con todo al alcance y sin responsabilidades, separados de los Uglies. Existen dos operaciones más, uno para transformar Pretties en "medio-Pretties" (adultos con un puesto de trabajo), y otro para transformar "viejos-Pretties" en ancianos.
La antigua sociedad, que dependía cada vez más del petróleo, decayó gracias a una bacteria en el petróleo en todo el mundo, lo que trajo miseria, hambre y pobreza ya que los coches ya no funcionaban, los alimentos no podían ser transportados y la comunicación era casi imposible. Las personas que vivieron en la antigua sociedad se llaman Oxidados.
Tally Youngblood tiene casi dieciséis años. Como cualquier otro Uglie, ella espera la operación con gran emoción. Su mejor amigo, Peris, ya fue operado y, motivada por su deseo de verlo, Tally se cuela a la Ciudad de Nueva Belleza, donde viven los jóvenes Pretties. Allí conoce a Shay, otra Uglie. Las dos se hacen amigas y Shay le enseña usar una aerotabla, una tabla flotante. Shay menciona que desea rebelarse contra la operación y escapar. En un primer momento, Tally hace caso omiso de la idea, pero se ve obligada a lidiar con esto cuando Shay huye unos pocos días antes de su decimosexto cumpleaños, dejando atrás las direcciones de una manera críptica a un lugar llamado "El humo" donde los fugitivos de la ciudad escapan de la operación.
A pesar de que Tally estaba insegura de todo y no tenía intenciones de escapar, en el día de su operación es capturada por "Circunstancias Especiales", la policía de la sociedad que solo ataca en extrañas situaciones. La dra. Cable, una mujer que se describe como cruel, es la cabeza de Circunstancias Especiales. Ella le da un ultimátum a Tally para ayudar a localizar a Shay y El humo, o nunca se podrá convertir en un Prettie. Tally, creyendo que será una traidora, coopera con la misión y la Dra. Cable le da una aerotabla y todos los suministros necesarios para sobrevivir en la naturaleza, junto con un medallón de corazón que contiene un dispositivo de seguimiento. Una vez activado, se mostrará la ubicación del Humo a circunstancias especiales. Tally sigue las pistas de Shay y comienza el viaje al Humo.
Cuando Tally llega al Humo, se encuentra con Shay, su amigo David y toda una comunidad de Uglies fugitivos. Ella se resiste a activar el colgante por ahora y con el tiempo se siente muy integrada en la sociedad, además de enamorarse de David. El la lleva a conocer a sus padres, Maddy y Az, que son los fugitivos originales de la ciudad. En la visita se explica cómo la operación cambia más que la imagen física, también causa lesiones en el cerebro para hacer que la gente tenga un "lavado de cerebro". Horrorizada, Tally decide mantener el secreto del Humo y arroja el localizador en forma de corazón al fuego. Sin embargo, el calor de las llamas hace que el localizador se active, regalando la ubicación del Humo.
A la mañana siguiente, circunstancias especiales llega al Humo para arrestar a todos los habitantes, Tally hace un esfuerzo por escapar pero no lo logra y es capturada y llevado a una recinto donde todos los rebeldes son reunidos y atados, incluyendo a Shay. Un escaneo del iris a todos los capturados hace que la identificación de Tally sea revelada como participante en el ataque, lo cual Shay se da cuenta de que su amiga traicionó a todo el Humo. Tally luego es llevada a la Dra. Cable, que explica cómo encontraron el Humo. La Dra. Cable piensa que Tally activó el colgante, pero Tally explica que lo arrojó lejos. Después de recibir la orden de recuperar el colgante, ella logra escapar en un aerotabla burlando a un agente. Ella es perseguida, pero se las arregla para esconderse en una cueva, donde no se puede hacer su seguimiento por el detector de calor. Allí se encuentra también David escondido y juntos, comienzan a planear un rescate.
Tally y David se remontan a su casa, donde encuentran evidencias de que circunstancias especiales se llevaron a Maddy y Az, sus padres. David lleva Tally a un escondite secreto donde están los equipos de supervivencia para viajar a Ciudad Nueva Belleza, además de cargar con cuatro aerotablas. Al llegar la sede de circunstancias especiales, descubren que Shay ya se ha "transformado" y ahora es una Prettie. Después de aparecer la Dra. Cable, David la golpea y toma su bloc de trabajo, que contiene toda la información necesaria para revertir las lesiones cerebrales que generan las operaciones. Tally y David, a continuación, liberan a todos los del Humo. Maddy revela que Az, padre de David, fue asesinado durante experimentos médicos para comprobar si existe la posibilidad de borrar de su mente todo su pasado, pero el experimento falló.
Finalmente todos escapan de la persecución y logran llegar a los límites de la ciudad. Una vez que todos estén a salvo, Maddy comienza a trabajar en una cura obtenida del block de Dra. Cable, sin embargo esta cura puede o no tener consecuencias médicas. A continuación, se la ofrece a Shay, pero se niega, ya que no quiere convertirse en un "vegetal". Dado que Tally se siente responsable de su traición, ella revela su participación en el ataque al Humo y su relación con la Dra. Cable, dejando consternados a todos. Ella misma se ofrece a entregarse y convertirse en una Prettie para experimentar con la "cura" y poder salvar a Shay de su lavado cerebral. Maddie acepta, con dolor, pero David no parece convencido. Sin embargo Tally y Shay se dirigen a la ciudad, donde es capturada, diciendo: "Soy Tally Youngblood, háganme bella".

## Críticas
The School Library Journal dijo que Traición es "una novela compleja y muy estimulante" que da al lector una "emocionante y provocativa visión del mundo de la alta tecnología" y "mucho que pensar".
Stephenie Meyer, escritora de los bestsellers Crepúsculo, Luna nueva, Eclipse y Amanecer dijo: 
"Nunca me cansaré de recomendarla".

## Adaptación cinematográfica
Casi 20 años después del debut de la serie Uglies de Scott Westerfeld con la primera novela titular del cuarteto, una adaptación cinematográfica de la serie de ciencia ficción se estrenará en la plataforma de Netflix a mediados de septiembre de 2024. Westerfeld es el productor ejecutivo de la película y está protagonizada por Joey King, Chase Stokes, Keith Powers y Laverne Cox.